# Li Meiju
Li Meiju (chinesisch 李梅菊, Pinyin Lǐ Méijú; * 3. Oktober 1979 in Shijiazhuang) ist eine ehemalige chinesische Kugelstoßerin.
Die Vizejuniorenweltmeisterin von 2000 siegte 2002 bei den Asienspielen in Busan.
2003 wurde Li Meiju Elfte bei den Weltmeisterschaften in Paris/Saint-Denis und gewann den Titel bei den Asienmeisterschaften.
2004 wurde sie Fünfte bei den Hallenweltmeisterschaften in Budapest und Neunte bei den Olympischen Spielen in Athen.
Im Jahr darauf belegte Li Meiju bei den Weltmeisterschaften in Helsinki den siebten Platz, gewann Silber bei der Universiade und verteidigte ihren Titel bei den Asienmeisterschaften.
Bei den Weltmeisterschaften 2007 in Osaka kam sie auf den sechsten Platz. Einer Bronzemedaille bei den Hallenweltmeisterschaften 2008 in Valencia, die später wegen der Doping-Disqualifikation von Nadseja Astaptschuk Silber wurde, folgte ein achter Platz bei den Olympischen Spielen in Peking.